# Tamborina ocellata
Tamborina ocellata är en insektsart som först beskrevs av Lucien Chopard 1951.  Tamborina ocellata ingår i släktet Tamborina och familjen syrsor. Inga underarter finns listade i Catalogue of Life.